# Carrion Júnior
Francisco Machado Carrion Júnior ComMM (Porto Alegre, 15 de abril de 1944 — Encruzilhada do Sul, 23 de fevereiro de 2001) foi um professor, acadêmico, economista e político brasileiro filiado ao Partido Democrático Trabalhista (PDT). Pelo Rio Grande do Sul, foi deputado federal e vice-presidente da Assembleia Legislativa, além de secretário do Planejamento durante o governo Alceu Collares.

## Biografia
Em 1970 obteve o título de doutor em economia pela Universidade de Paris.
Em 1993, como deputado federal, Carrion foi admitido pelo presidente Itamar Franco à Ordem do Mérito Militar no grau de Comendador especial.